# Aradhya placida
Aradhya placida — вид крабів родини Gecarcinucidae. Описаний у 2023 році.

## Поширення
Ендемік Індії. Поширений на півночі центральної частини Західних Гат в окрузі Північна Каннада у штаті Карнатака.

## Етимологія
Рід названий на честь Арадх'ї Баджантрі, єдиної дочки другого автора описання таксона. «Арадх'я» також означає «перший» санскритом. Краби цього роду є першими серед індійських гекарцинуцидних крабів, які виявились неагресивними та досить спокійними. 